# Championnats du monde de tennis de table 1967
Navigation
Édition précédente Édition suivante
Les championnats du monde de tennis de table 1967, vingt-neuvième édition des championnats du monde de tennis de table, ont lieu du 11 au 21 avril 1967 à Stockholm, en Suède.
Le titre messieurs est reporté par le japonais Nobuhiko Hasegawa.